# Pëtr Samojlenko
Pëtr Mihajlovič Samojlenko (Ruski: Пётр Михайлович Самойленко; Učkuduk, Uzbekistan, 7. veljače 1977.) je ruski profesionalni košarkaš. Igra na poziciji razigravača, a trenutačno je član ruskog UNIKS Kazana. 

## Karijera
Karijeru je započeo 1996. u BK Samari. Cijelu karijeru proveo je u ruskim klubovima, a igrao je još prije za svoj trenutačni klub UNIKS Kazan i Dinamo Moskvu. 

## Reprezentacija
Bio je član ruske košarkaške reprezentacije koja je na Europskom prvenstvu u Španjolskoj 2007. osvojila zlatnu medalju. 